# Mordellistena mauritiensis
Mordellistena mauritiensis es una especie de coleóptero de la familia Mordellidae.

## Distribución geográfica
Habita en las islas Mauricio.